# Vincenzo Silvano Casulli
Vincenzo Silvano Casulli (Putignano, 25 agosto 1944 – Fonte Nuova, 24 luglio 2018) è stato un astronomo amatoriale italiano.

## Carriera
È stato responsabile dell'osservatorio di Colleverde prima e dell'osservatorio astronomico di Vallemare di Borbona poi.
L'osservatorio di Ginevra gli accredita di aver contribuito a determinare tra il 2005 e il 2015 il periodo di rotazione di duecentotre asteroidi.
Nel 1985 ha fatto parte del team del Transition Comets -- UV Search for OH Emissions in Asteroids, uno studio svolto col Telescopio spaziale Hubble che intendeva verificare l'esistenza di asteroidi che in passato erano comete.
È stato il primo astronomo amatoriale a ottenere precise misurazioni astrometriche dei corpi minori usando una camera CCD.

## Scoperte
Ha scoperto cinquanta stelle variabili, a breve periodo, in cinque ammassi globulari.
Il Minor Planet Center gli accredita la scoperta di duecento asteroidi, effettuate tra il 1993 e il 2011.
| 6339 Giliberti          | 20 settembre 1993 |
| 6530 Adry               | 12 aprile 1994    |
| 6877 Giada              | 10 ottobre 1994   |
| 6929 Misto              | 31 ottobre 1994   |
| 7600 Vacchi             | 9 settembre 1994  |
| 7665 Putignano          | 11 ottobre 1994   |
| 7961 Ercolepoli         | 10 ottobre 1994   |
| 8569 Mameli             | 1º ottobre 1996   |
| 8716 Ginestra           | 23 settembre 1995 |
| 8742 Bonazzoli          | 14 febbraio 1998  |
| 9121 Stefanovalentini   | 24 febbraio 1998  |
| 10386 Romulus           | 12 ottobre 1996   |
| 11142 Facchini          | 7 gennaio 1997    |
| 11328 Mariotozzi        | 19 ottobre 1995   |
| 11578 Cimabue           | 4 marzo 1994      |
| 12384 Luigimartella     | 10 ottobre 1994   |
| 13197 Pontecorvo        | 17 febbraio 1997  |
| 13653 Priscus           | 9 febbraio 1997   |
| 13684 Borbona           | 27 agosto 1997    |
| 14088 Ancus             | 3 maggio 1997     |
| 14498 Bernini           | 28 febbraio 1995  |
| 15007 Edoardopozio      | 5 luglio 1998     |
| 15353 Meucci            | 22 novembre 1994  |
| 15854 Numa              | 15 febbraio 1996  |
| 15869 Tullius           | 8 agosto 1996     |
| 16770 Angkor Wat        | 30 ottobre 1996   |
| 17556 Pierofrancesca    | 16 novembre 1993  |
| 17649 Brunorossi        | 17 ottobre 1996   |
| 18169 Amaldi            | 20 agosto 2000    |
| 18509 Bellini           | 14 settembre 1996 |
| 18596 Superbus          | 21 gennaio 1998   |
| 21219 Mascagni          | 28 novembre 1994  |
| 21311 Servius           | 4 dicembre 1996   |
| 23564 Ungaretti         | 6 novembre 1994   |
| 24826 Pascoli           | 22 agosto 1995    |
| 24946 Foscolo           | 1º luglio 1997    |
| 25312 Asiapossenti      | 22 dicembre 1998  |
| 29347 Natta             | 5 marzo 1995      |
| 29361 Botticelli        | 9 febbraio 1996   |
| 29428 Ettoremajorana    | 31 marzo 1997     |
| 29449 Taharbenjelloun   | 29 agosto 1997    |
| 29470 Higgs             | 26 ottobre 1997   |
| 31319 Vespucci          | 20 aprile 1998    |
| 31429 Diegoazzaro       | 21 gennaio 1999   |
| 32891 Amatrice          | 9 febbraio 1994   |
| 32911 Cervara           | 4 novembre 1994   |
| 32945 Lecce             | 24 novembre 1995  |
| 32987 Uyuni             | 4 dicembre 1996   |
| 33002 Everest           | 17 febbraio 1997  |
| 35295 Omo               | 1º novembre 1996  |
| 37627 Lucaparmitano     | 11 ottobre 1993   |
| 37640 Luiginegrelli     | 20 novembre 1993  |
| 37683 Gustaveeiffel     | 19 maggio 1995    |
| 37735 Riccardomuti      | 1º novembre 1996  |
| 40134 Marsili           | 27 agosto 1998    |
| 42585 Pheidippides      | 30 marzo 1997     |
| 43935 Danshechtman      | 1º ottobre 1996   |
| 48720 Enricomentana     | 29 settembre 1996 |
| 50866 Davidesprizzi     | 1º aprile 2000    |
| 51915 Andry             | 20 agosto 2001    |
| 52558 Pigafetta         | 27 marzo 1997     |
| 56038 Jackmapanje       | 7 dicembre 1998   |
| 58417 Belzoni           | 25 gennaio 1996   |
| 58495 Hajin             | 19 ottobre 1996   |
| 58498 Octaviopaz        | 2 novembre 1996   |
| 65785 Carlafracci       | 26 ottobre 1995   |
| 65821 De Curtis         | 30 ottobre 1996   |
| 69460 Christibarnard    | 17 ottobre 1996   |
| 69500 Ginobartali       | 6 febbraio 1997   |
| 73872 Stefanoragazzi    | 7 gennaio 1997    |
| 73891 Pietromennea      | 10 marzo 1997     |
| 75225 Corradoaugias     | 27 novembre 1999  |
| 83657 Albertosordi      | 12 ottobre 2001   |
| 85267 Taj Mahal         | 12 gennaio 1994   |
| 90806 Rudaki            | 4 gennaio 1995    |
| 100292 Harmandir        | 28 febbraio 1995  |
| 100445 Pisa             | 12 settembre 1996 |
| 100456 Chichén Itzá     | 2 ottobre 1996    |
| 100731 Ara Pacis        | 18 febbraio 1998  |
| 117093 Umbria           | 12 luglio 2004    |
| 129555 Armazones        | 30 ottobre 1996   |
| 134369 Sahara           | 17 agosto 1995    |
| 145962 Lacchini         | 29 dicembre 1999  |
| 152227 Argoli           | 24 settembre 2005 |
| 160105 Gobi             | 26 settembre 2000 |
| 168261 Puglia           | 15 agosto 2006    |
| 173094 Wielicki         | 14 ottobre 2007   |
| 181241 Dipasquale       | 28 ottobre 2005   |
| 184620 Pippobattaglia   | 10 settembre 2005 |
| 185039 Alessiapossenti  | 30 agosto 2006    |
| 185321 Kammerlander     | 10 novembre 2006  |
| 185325 Anupabhagwat     | 14 novembre 2006  |
| 185448 Nomentum         | 25 dicembre 2006  |
| 190139 Hansküng         | 14 settembre 2005 |
| 199631 Giuseppesprizzi  | 2 aprile 2006     |
| 199677 Terzani          | 20 aprile 2006    |
| 199900 Brunoganz        | 8 aprile 2007     |
| 204816 Andreacamilleri  | 16 luglio 2007    |
| 204896 Giorgiobocca     | 16 ottobre 2007   |
| 207563 Toscana          | 1º agosto 2006    |
| 210032 Enricocastellani | 16 luglio 2006    |
| 210107 Pistoletto       | 30 agosto 2006    |
| 210182 Mazzini          | 26 ottobre 2006   |
| 210290 Borsellino       | 13 ottobre 2007   |
| 210345 Barbon           | 16 ottobre 2007   |
| 212373 Pietrocascella   | 22 aprile 2006    |
| 212500 Robertojoppolo   | 4 settembre 2006  |
| 214772 UNICEF           | 23 ottobre 2006   |
| 214819 Gianotti         | 10 novembre 2006  |
| 214820 Faustocoppi      | 14 novembre 2006  |
| 214928 Carrara          | 5 novembre 2007   |
| 216241 Renzopiano       | 14 novembre 2006  |
| 216757 Vasari           | 13 settembre 2005 |
| 218636 Calabria         | 24 settembre 2005 |
| 218866 Alexantioch      | 15 dicembre 2006  |
| 224693 Morganfreeman    | 21 gennaio 2006   |
| 225076 Vallemare        | 8 maggio 2007     |
| 227152 Zupi             | 5 agosto 2005     |
| 229781 Arthurmcdonald   | 3 agosto 2008     |
| 231265 Saulperlmutter   | 5 gennaio 2006    |
| 233292 Brianschmidt     | 19 gennaio 2006   |
| 236305 Adamriess        | 19 gennaio 2006   |
| 236746 Chareslindos     | 8 giugno 2007     |
| 239105 Marcocattaneo    | 28 aprile 2006    |
| 243591 Ignacostantino   | 15 settembre 1998 |
| 246821 Satyarthi        | 27 agosto 2009    |
| 248321 Cester           | 14 agosto 2005    |
| 248388 Namtso           | 26 settembre 2005 |
| 248908 Ginostrada       | 15 novembre 2006  |
| 248970 Giannimorandi    | 19 gennaio 2007   |
| 249044 Barrymarshall    | 15 ottobre 2007   |
| 254863 Robinwarren      | 24 settembre 2005 |
| 255587 Gardenia         | 21 luglio 2006    |
| 255598 Paullauterbur    | 13 agosto 2006    |
| 262972 Petermansfield   | 9 marzo 2007      |
| 265924 Franceclemente   | 21 gennaio 2006   |
| 267017 Yangzhifa        | 16 ottobre 1995   |
| 268686 Elenaaprile      | 2 aprile 2006     |
| 273412 Eduardomissoni   | 18 novembre 2006  |
| 273994 Cinqueterre      | 11 luglio 2007    |
| 274246 Reggiacaserta    | 31 luglio 2008    |
| 274264 Piccolomini      | 5 agosto 2008     |
| 274472 Pietà            | 28 settembre 2008 |
| 278447 Saviano          | 2 ottobre 2007    |
| 278735 Kamioka          | 27 settembre 2008 |
| 282903 Masada           | 20 aprile 2007    |
| 288615 Tempesti         | 11 luglio 2004    |
| 292872 Anoushankar      | 12 novembre 2006  |
| 293131 Meteora          | 15 dicembre 2006  |
| 293477 Teotihuacan      | 16 marzo 2007     |
| 294296 Efeso            | 3 novembre 2007   |
| 295471 Herbertnitsch    | 27 agosto 2008    |
| 299777 Tanyastreeter    | 21 settembre 2006 |
| 299785 Alexeymolchanov  | 22 settembre 2006 |
| 300124 Alessiazecchini  | 14 novembre 2006  |
| 327943 Xavierbarcons    | 9 marzo 2007      |
| 327982 Balducci         | 10 aprile 2007    |
| 330712 Rhodescolossus   | 3 agosto 2008     |
| 331316 Cavedon          | 20 aprile 2006    |
| 332632 Pharos           | 22 ottobre 2008   |
| 345868 Halicarnassus    | 19 agosto 2007    |
| 346810 Giancabattisti   | 13 febbraio 2009  |
| 349237 Quaglietti       | 13 ottobre 2007   |
| 349499 Dechirico        | 29 luglio 2008    |
| 349862 Modigliani       | 21 febbraio 2009  |
| 351976 Borromini        | 23 ottobre 2006   |
| 352017 Juvarra          | 12 novembre 2006  |
| 367392 Zeri             | 31 luglio 2008    |
| 374338 Fontana          | 25 ottobre 2005   |
| 375798 Divini           | 12 ottobre 2009   |
| 378076 Campani          | 23 ottobre 2006   |
| 383622 Luigivolta       | 11 agosto 2007    |
| 385980 Emiliosegrè      | 9 gennaio 2007    |
| 429136 Corsali          | 13 ottobre 2009   |
| 440411 Piovani          | 26 agosto 2005    |
| 447682 Rambaldi         | 15 gennaio 2007   |
| 456378 Akashikaikyo     | 18 ottobre 2006   |
| 457248 Hondius          | 20 agosto 2008    |
| 483951 Fiorella         | 31 gennaio 2006   |

## Riconoscimenti
Gli è stato dedicato l'asteroide 7132 Casulli.
Il 29 novembre 2014 gli è stato assegnato il “Premio Prestigio Putignanese”.
Nel 2017 gli fu data la cittadinanza onoraria di Cervara di Roma.
Il 5 maggio 2018 gli è stato assegnato il Leonardo 2018 per la divulgazione.